# Bascoy
Bascoy (llamada oficialmente Santiago de Bascoi) es una parroquia del municipio de Mesía, en la provincia de La Coruña, Galicia, España.

## Entidades de población
Entidades de población que forman parte de la parroquia:
- A Fonte
- A Fraga
- A Rañoa
- As Corredoiras
- As Teixoeiras
- A Uceira
- Augalada
- Bermuy (Bermui)
- Gandarela
- Liñarcobo (Liñarcovo)
- Os Blancos
- O Campo
- O Fondo
- O Medio
- Paredes
- Pedreira (A Pedreira)
- Puebla (A Pobra)
- Regueiro (O Regueiro)
- Sadornín
- Tamarín
- Vilanova

## Despoblados
- A Mande (Amande)
- Santiago
- Vilariño

## Demografía
| Gráfica de evolución demográfica de Bascoy entre 2000 y 2022 |
|                                                              |
| Población de derecho según el padrón municipal del INE       |